# Радянська площа (Сімферополь)
Радянська площа (крим. Şuraviy meydanı) — площа в Сімферополі, в Центральному та у Київському районах міста.

## Опис
Транспортне кільце на площі Радянській з'єднує проспект Кірова, вулицю Леніна та Раднаркомівський провулок.
Головна пам'ятка площі — кінотеатр «Сімферополь», збудований у 1956 році за типовим довоєнним проєктом, розробленим архітектором Віктором Калмиковим та доопрацьованому сімферопольцем Борисом Ісаєвим. Довгі роки кінотеатр не працює, тому що зовні і всередині потребує ремонту.
Перед кінотеатром знаходиться пам'ятник Петру Григоренку — правозахиснику, дисиденту, генерал-майору СРСР. Він був встановлений у середині 90-х років минулого століття кримськотатарськими активістами. Хоча влада тоді виступала категорично проти. Через дерева, що розрослися, пам'ятник майже не видно.
Біля кільця, на розі проспекту Кірова та Раднаркомівського провулка, розташований сквер ім. 200-річчя Сімферополя.

## Історія
Ім'я площа отримала після Другої світової війни. До 1945 року її не існувало, оскільки тут знаходився кут вулиць Кірова, Леніна та Раднаркомівського провулка.
В 1979 році площа була реконструйована, побудовані підземні переходи, знесена частина забудови.